# Canningius
Canningius is een geslacht van uitgestorven kwastvinnige vissen dat behoort tot de familie van de Tristichopteridae.
De typesoort Canningius groenlandicus werd in 1937 benoemd door Säve-Söderbergh. De geslachtsnaam verwijst naar Canningland en de soortaanduiding naar Groenland. Het is wel verondersteld dat dit een jonger synoniem is van Gyroptychius maar dat valt lastig te bewijzen want er is van Canningius kennelijk nooit een beschrijving gepubliceerd wat het tot een nomen nudum zou maken.